# 陈景元 (军医)
陈景元（1962年6月—）辽宁宽甸人，中国人民解放军少将，中华人民共和国医学家，主要从事环境医学和环境神经毒理学方面的研究工作。

## 生平
1985年7月，自中国人民解放军第二军医大学临床医学专业，获医学学士学位。1991年7月，自中国人民解放军第四军医大学军队卫生学专业，获医学硕士学位。1996年7月，自中国人民解放军第四军医大学生理学专业，获医学博士学位。2000年到2002年，在美国哥伦比亚大学公共卫生学院从事博士后研究。
曾任中国人民解放军第四军医大学军事预防医学系主任、长江学者特聘教授、博士生导师，同时任国家重点学科（军事预防医学）、教育部“211工程”重点建设学科（军事特殊环境学）带头人。后任中国人民解放军第四军医大学训练部部长，入选中华人民共和国教育部2008年度"长江学者"特聘教授，国家973项目首席科学家，中国人民解放军总后勤部科技银星，同时担任国家重点学科（军事预防医学）、教育部“211工程”重点建设学科（军事特殊环境医学）、教育部长江学者创新团队带头人，教育部“特殊作业环境健康危害与防护”重点实验室主任，全军寒区军事医学重点实验室主任。此后历任中国人民解放军第四军医大学医务部主任，中国人民解放军总医院医务部主任。2017年，任中央军委后勤保障部卫生局局长。
他的主要学术兼职先后有：国际神经毒理学会（INA）常务理事，中国毒理学会理事、副理事长，中国毒理学会神经毒理专业委员会主任委员，中华预防医学会理事，中华预防医学会环境卫生分会常委，全军医学计量科学技术委员会常委，全军军队卫生学专业委员会副主任委员，全军医学科学技术委员会委员，陕西省预防医学会环境卫生专业委员会主任委员，陕西省生理科学会副理事长等职。他是2011年西安国际神经毒理学大会执行主席。
他长期从事特殊环境医学与环境神经毒理学的科研、教学、管理工作。先后主持了国家“973”首席项目、国家重大科技专项、国家“十一五”科技支撑计划重点课题、国家自然科学基金重点项目等课题十多项，先后获军队科技进步一等奖、二等奖等奖项。主编多部专著、教材，发表SCI收录英文论文数十篇。2007年被评为中国人民解放军总后勤部优秀教师，2008年获得中华公共卫生与预防医学发展贡献奖，2010年被评为全军医学科技先进个人，2011年享受政府特殊津贴，2012年被评为全国优秀科技工作者。